# Боголюбовское сельское поселение (Марьяновский район)
Боголюбовское се́льское поселе́ние — муниципальное образование в Марьяновском районе Омской области Российской Федерации.
Административный центр — село Боголюбовка.

## История
Статус и границы сельского поселения установлены Законом Омской области от 30 июля 2004 года № 548-ОЗ «О границах и статусе муниципальных образований Омской области».

## Население
| 2010  | 2011  | 2012  | 2013  | 2014  | 2015  | 2016  |
| ----- | ----- | ----- | ----- | ----- | ----- | ----- |
| 2169  | ↘2165 | ↘2127 | ↘2100 | ↘2017 | ↗2037 | ↗2047 |
| 2017  | 2018  | 2019  | 2020  | 2021  | 2023  |       |
| ↘2041 | ↗2054 | ↘2005 | ↘1993 | ↘1359 | ↘1328 |       |

## Состав сельского поселения
| № | Населённый пункт | Тип населённого пункта       | Население |
| - | ---------------- | ---------------------------- | --------- |
| 1 | Боголюбовка      | село, административный центр | 1079      |
| 2 | Большая Роща     | деревня                      | 437       |
| 3 | Зелёная Долина   | деревня                      | 148       |
| 4 | Михайловка       | деревня                      | 149       |
| 5 | Шереметьевка     | деревня                      | 356       |